# Ситов, Илья Сергеевич
Илья Сергеевич Ситов — ректор Братского государственного Университета, кандидат технических наук, доцент.

## Биография
Ситов Илья Сергеевич родился в 17 сентября 1982 года в городе Братске.
В 2008 году окончил механический факультет Братского Государственного Университета, специальность: подъемно-транспортные, строительные, дорожные машины и оборудование.
В 2008 году защитил кандидатскую диссертацию на тему: «Динамика взаимодействия брусового рабочего органа бетоноотделочной машины с обрабатываемой средой», получив ученую степень кандидата технических наук.
19 июня 2019 года тайным голосованием избран на пост ректора Братского Государственного Университета на срок 5 лет. С 20 ноября 2019 года утверждён в этой должности приказом министра науки и высшего образования М. М. Котюкова.